# Liste der Baudenkmale in Kolkwitz
In der Liste der Baudenkmale in Kolkwitz sind alle Baudenkmale der brandenburgischen Gemeinde Kolkwitz und ihrer Ortsteile aufgelistet. Grundlage ist die Veröffentlichung der Landesdenkmalliste mit dem Stand vom 31. Dezember 2022.

## Baudenkmale in den Ortsteilen
In den Spalten befinden sich folgende Informationen:
- ID-Nr.: Die Nummer wird vom Brandenburgischen Landesamt für Denkmalpflege vergeben. Ein Link hinter der Nummer führt zum Eintrag über das Denkmal in der Denkmaldatenbank. In dieser Spalte kann sich zusätzlich das Wort Wikidata befinden, der entsprechende Link führt zu Angaben zu diesem Denkmal bei Wikidata.
- Lage: die Adresse des Denkmales und die geographischen Koordinaten. Link zu einem Kartenansichtstool, um Koordinaten zu setzen. In der Kartenansicht sind Denkmale ohne Koordinaten mit einem roten beziehungsweise orangen Marker dargestellt und können in der Karte gesetzt werden. Denkmale ohne Bild sind mit einem blauen bzw. roten Marker gekennzeichnet, Denkmale mit Bild mit einem grünen beziehungsweise orangen Marker.
- Bezeichnung: Bezeichnung in den offiziellen Listen des Brandenburgischen Landesamtes für Denkmalpflege. Ein Link hinter der Bezeichnung führt zum Wikipedia-Artikel über das Denkmal.
- Beschreibung: die Beschreibung des Denkmales
- Bild: ein Bild des Denkmales und gegebenenfalls einen Link zu weiteren Fotos des Baudenkmals im Medienarchiv Wikimedia Commons

### Babow(Bobow)
| ID-Nr.   | Lage                          | Bezeichnung | Beschreibung | Bild     |
| -------- | ----------------------------- | ----------- | ------------ | -------- |
| 09125908 | Milkersdorfer Straße 2 (Lage) | Wohnhaus    |              | Wohnhaus |

### Brodtkowitz(Brodkojce)
| ID-Nr.   | Lage                  | Bezeichnung                | Beschreibung | Bild |
| -------- | --------------------- | -------------------------- | ------------ | ---- |
| 09126275 | Caseler Straße (Lage) | Familiengrabstätte Floegel |              | BW   |

### Dahlitz(Dalic)
| ID-Nr.   | Lage                          | Bezeichnung                         | Beschreibung | Bild           |
| -------- | ----------------------------- | ----------------------------------- | ------------ | -------------- |
| 09126259 | Kunersdorfer Straße 46 (Lage) | Schule und Scheune und Stallgebäude |              | weitere Bilder |

### Eichow(Dubje)
| ID-Nr.   | Lage            | Bezeichnung                | Beschreibung | Bild           |
| -------- | --------------- | -------------------------- | ------------ | -------------- |
| 09125206 | Dorfring (Lage) | Sowjetischer Ehrenfriedhof |              | weitere Bilder |

### Gulben(Gołbin)
| ID-Nr.   | Lage                        | Bezeichnung               | Beschreibung | Bild           |
| -------- | --------------------------- | ------------------------- | --- | -------------- |
| 09125372 | An den Eichen 6 (Lage)      | Gutspark und Erbbegräbnis | Im Park befinden sich die Ruinen des ehemaligen Gutshauses, das 2011 trotz Denkmalschutz abgerissen wurde.                                           | weitere Bilder |
| 09125371 | Gulbener Hauptstraße (Lage) | Dorfkirche                | Die Dorfkirche Gulben wurde 1798 als Gutskirche anstelle eines Vorgängerbaus von 1623 gebaut. Die Ausstattung wurde aus dem Vorgängerbau übernommen. | weitere Bilder |

### Hänchen(Hajnk)
| ID-Nr.   | Lage                         | Bezeichnung | Beschreibung | Bild           |
| -------- | ---------------------------- | ----------- | --- | -------------- |
| 09125457 | Hänchener Hauptstraße (Lage) | Dorfkirche  | Die erste Kirche in Hänchen wurde im 14. Jahrhundert errichtet und erhielt 1743 einen Westturm. Im Jahr 1867 wurde das Kirchenschiff abgerissen und durch einen Neubau im neugotischen Stil ersetzt. Im Zweiten Weltkrieg wurde die Kirche zerstört, der Wiederaufbau wurde 1951 abgeschlossen. Das Dach wurde 2013 saniert. | weitere Bilder |

### Kolkwitz(Gołkojce)
| ID-Nr.   | Lage                                    | Bezeichnung | Beschreibung | Bild           |
| -------- | --------------------------------------- | --- | --- | -------------- |
| 09125319 | Klinikbereich (Lage)                    | Klinikbereich mit Kapelle, Arztvillen, Therapiegebäuden, Personalgebäude, Friedhofskapelle und Park                                                                                               | Das Klinikum Kolkwitz wurde zwischen 1898 und 1900 im Cottbuser Stadtforst als Tuberkuloseheilstätte gebaut und in der folgenden Zeit mehrfach erweitert. 1972 wurde es zu einer Außenstelle des Cottbuser Carl-Thiem-Klinikums, 1986 wurde der Komplex unter Denkmalschutz gestellt. Seit Dezember 2007 stehen die Gebäude leer. | weitere Bilder |
| 09125335 | Bahnhofstraße 108 (Lage)                | Alte Feuerwache | | weitere Bilder |
| 09125701 | Ecke Berliner Straße/Kirschallee (Lage) | Preußischer Meilenstein | Der Meilenstein befindet sich am östlichen Ortsausgang Richtung Cottbus. | weitere Bilder |
| 09125204 | Schulstraße 1 (Lage)                    | Dorfkirche | Die rechteckige Backsteinkirche wurde ca. 1460 gebaut und im Jahr 1876 umfassend umgestaltet. Aus letzterer Zeit stammt auch ein Großteil der Ausstattung. | weitere Bilder |
| 09125476 | Schulstraße 1 (Lage)                    | Pfarrhaus | | weitere Bilder |
| 09125205 | Schulstraße 1 (Lage)                    | Grabstein Jan Bjedrich Fryco | | weitere Bilder |
| 09125203 | Schulstraße 14/15 (Lage)                | Gehöft, bestehend aus Wohnteil des Wohnstallhauses (15), Wohn-Speichergebäude mit Stallung (15), Wohnstallhaus (14) sowie straßenseitige Begrenzungsmauer einschließlich Hoftür und zwei Hoftoren | | weitere Bilder |

### Krieschow(Kśišow)
| ID-Nr.   | Lage                       | Bezeichnung                                          | Beschreibung | Bild                                                 |
| -------- | -------------------------- | ---------------------------------------------------- | --- | ---------------------------------------------------- |
| 09125479 | Eichower Weg 3 (Lage)      | Herrenhaus mit Baukörperhülle der Orangerie und Park | Das ehemalige Herrenhaus ist ursprünglich im 18. Jahrhundert erbaut worden. Starke Veränderung erfuhr das Haus in der zweiten Hälfte des 19. Jahrhunderts. Es ist ein eingeschossiger Putzbau mit einem Mansarddach. Die drei mittleren Achsen sind zweigeschossig mit einem Giebel, hier befindet sich auch der Eingang.                              | Herrenhaus mit Baukörperhülle der Orangerie und Park |
| 09125209 | Lausitzer Straße 48 (Lage) | Dorfkirche                                           | Die evangelische Dorfkirche wurde in der zweiten Hälfte des 15. Jahrhunderts erbaut, der Westturm ist etwas jünger. Es ist ein Backsteinbau, dieser steht auf einem Feldsteinsockel. Der Turm trägt eine Spitzhelm aus dem 19. Jahrhundert. Im Inneren befindet sich ein Altaraufsatz aus dem Jahr 1680. Die Putzdecke stammt aus dem 18. Jahrhundert. | weitere Bilder                                       |

### Milkersdorf(Górnej)
| ID-Nr.   | Lage                   | Bezeichnung | Beschreibung | Bild       |
| -------- | ---------------------- | ----------- | ------------ | ---------- |
| 09125210 | Schloßstraße 15 (Lage) | Herrenhaus  |              | Herrenhaus |

### Papitz(Popojce)
| ID-Nr.   | Lage                  | Bezeichnung | Beschreibung | Bild           |
| -------- | --------------------- | ----------- | --- | -------------- |
| 09125211 | Kirchstraße 12 (Lage) | Kirche      | Die Dorfkirche Papitz entstand in der Mitte des 15. Jahrhunderts im Stil der Spätgotik. Die hölzerne Kanzel entstand im Jahr 1682. | weitere Bilder |
| 09125212 | Parkstraße 16 (Lage)  | Herrenhaus  | | Herrenhaus     |

### Zahsow(Cazow)
| ID-Nr.   | Lage                | Bezeichnung                                    | Beschreibung | Bild           |
| -------- | ------------------- | ---------------------------------------------- | --- | -------------- |
| 09125213 | Sielower Weg (Lage) | Grabstätte mit Holzkreuz für Marjana Domaškojc | Marjana Domaškojc (deutsch Marianne Domaschke; * 28. Februar 1872, † 11. August 1946) war eine niedersorbische (wendische) Fabrikarbeiterin und Arbeiterschriftstellerin. | weitere Bilder |